# Vahlia
Vahlia Thunb., 1782 è un genere di piante angiosperme, unico genere noto della famiglia Vahliaceae Dandy, 1959 e dell'ordine Vahliales Doweld, 2001.

## Tassonomia
Il genere comprende le seguenti specie:
- Vahlia capensis (L.f.) Thunb.
- Vahlia dichotoma (Murray) Kuntze
- Vahlia digyna (Retz.) Kuntze
- Vahlia geminiflora (Caill. & Delile) Bridson
- Vahlia somalensis Chiov.